# Paragasponia krantzi
Paragasponia krantzi är en skalbaggsart som beskrevs av Stefan von Breuning 1981. Paragasponia krantzi ingår i släktet Paragasponia och familjen långhorningar. Inga underarter finns listade i Catalogue of Life.